# 605 Juvisia
605 Juvisia eller 1906 UU är en asteroid i huvudbältet, som upptäcktes 27 augusti 1906 av den tyske astronomen Max Wolf i Heidelberg. Den är uppkallad efter Juvisy-sur-Orge.
Asteroiden har en diameter på ungefär 69 kilometer.